# Josephine (voornaam)
Josephine is een meisjesnaam. Het is de vrouwelijke vorm van de Hebreeuwse naam Jozef, met de betekenis "JHWH moge toevoegen".
Varianten van de naam zijn onder andere: Joséphine, Josefien, Josefine, Jozephine, Jozefien en Jozefine. De naam wordt wel afgekort tot Fien of tot Pien.
In Franssprekende landen wordt de naam gespeld als Joséphine.

## Bekende naamdraagsters
- Josefine van Baden
- Josephine Baker
- Joséphine de Beauharnais (Joséphine van Frankrijk)
- Josephine van België
- Josephine Charlotte van België (Josephine Charlotte van Luxemburg)
- Joséphine van Frankrijk
- Josephine van Leuchtenberg

## Liedjes met de naam Josephine
- My Girl Josephine, Fats Domino ("Hello Josephine, How do you do?")
- Hello Josephine, The Scorpions (cover van Fats Domino)
- Josephine, Chris Rea ("Josephine, I'll send you all my love")
- Osez Josephine, Frans chanson
- Josephine, Ritual, Lisa Hannigan
- Josephine, Teitur